# Rødgran
Rødgran (Picea abies) er et op til 40 meter højt træ, der i Danmark er meget almindeligt plantet på især næringsfattig bund.

## Beskrivelse
Rødgran er et stedsegrønt nåletræ med en opret, kegleformet vækst. Hovedgrenene sidder vinkelret udspærret i kranse. Barken er først rødbrun og furet. Senere bliver den næsten kobberfarvet med tynde, afflagende skæl. Gamle grene og stammer får efterhånden en grå, opsprækkende bark med små, afrundede plader. Knopperne er mørkebrune og ægformede med tydelig spids.
Nålene sidder på korte stilke og er rettet opad eller udad fra undersiden af skuddet. På oversiden vokser de derimod fremad. Nålene er stive og stikkende, firkantede i tværsnit og ensfarvet græsgrønne på alle sider. De hanlige sporofyller sidder i kogleformede stande, som først er røde og senere gule. De hunlige kogler optræder også i stande, som mest findes i toppen af træet. De er først oprette og mørkerøde, så grønne og hængende og til slut rødbrune og slanke. Frøene har vinger.
Rodnettet er fladt og består af højtliggende hoved- og siderødder.
Højde x bredde og årlig tilvækst: 40 x 20 m (50 x 25 cm/år).
I det sydøstlige Europa kan træet blive over 50 m højt og er dermed en af de højeste naturligt-forekommende træarter i Europa.

## Hjemsted
Rødgran var oprindelig udbredt i det nordlige, østlige og centrale Europa. Desuden var der bestande i Sydeuropas bjergegne. Arten er meget hårdfør og tåler både streng kulde og nogen udtørring. Den konkurrerer bedst på sur eller let sur jord, men trives på alle jordtyper.
I de østrigske alper findes arten i skovsamfund, domineret af almindelig ædelgran og på mange forskellige jordtyper sammen med bl.a. majblomst, alm. røn, alm. ædelgran, hvid-el, mose-bunke og skovsyre.
Rødgran er indført til Vesteuropa og Danmark, men er nu forvildet utallige steder og optræder i dag som naturaliseret art. Rødgran er det mest almindelige skovtræ i Danmark, og arten er et af de almindeligste juletræer i Danmark, kun overgået af Nordmannsgranen. Rødgran dyrkes i dag til mange forskellige formål, bl.a.
- I skovbruget – for tømmer
- I skovbruget – som juletræer
- I haver og parker som prydtræ

## Anvendelse

### Skovbruget
Rødgran har været populært i skovbrugt og er stadig meget udbredt. Mange rødgransplantager er præget af meget tæt beplantning, men den meget intensive dyrkning har vist sig at have en række negative sider:
- Tætplantet granskov er mørk og uden meget anden vegetation, og således uden nogen videre rekreativ værdi
- I Tætplantet granskov spreder Rodfordærversvampen (Heterobasidion annosum) sig nemmere
- Rødgranen, specielt når den er angrebet af rodfordærver, er mindre stormfast end man havde håbet og der er stormfældet meget store områder med Rødgran, dette gælder også sitkagran.

### Haver og parker
Rødgranen er et taknemmeligt og nemt træ at dyrke i haven. Til trods for at træet er hårdført, udvikler det dog nemt uharmonisk vækst og bliver desuden ofte for stort til villahaver, men der findes en meget lang række forskellige varieteter og sorter som er bedre egnede til havebrug.

## 9500 år gammelt træ
Den 8. april 2008 meddelte Sveriges Radio, Dalarna, at en forskergruppe fra Universitetet i Umeå har fundet verdens ældste træ på fjeldet Härjehogna ved Idre i Fulufjället Nationalpark i Dalarna nær grænsen til Norge. En prøve, udtaget ved rodhalsen, blev aldersbestemt ved Kulstof 14-datering, og den afslørede, at rødderne af det ældste af de opmålte træer er 9500 år gammelt. Denne levende rod af Rødgran har altså stået på stedet siden den første skov opstod efter seneste istid. .
I forbindelse med aldersbestemmelse af træer skal det bemærkes at der er flere forskellige syn på hvad der forstås ved "et træ". Den almindelige opfattelse er typisk at et træ svarer til en stamme, og i mange definitioner af "et træ" indgår da også formuleringer i retning af at der skal være én dominerende stamme. I denne "lægmands" fortolkning er ingen af de før omtalte træer fra Dalarne nævneværdigt gamle, da alle de kontrollerede stammer målt på årringe havde aldre der ikke adskiller sig nævneværdigt fra andre Rødgraner og som overgås af mange andre målte stammers aldre fra andre træarter.
Imidlertid er denne definition ubrugelig (eller tvivlsom) hvis man ser på træet som art eller organisme, altså fra et biologisk synspunkt. Det er kendt at store rodsystemer kan brede sig og sætte flere stammer, samt at rodsystemer fra forskellige træer kan vokse sammen. Rodsystemer der hænger sammen kan også brydes op som følge af geologiske forhold (forandringer i jordoverfladen) eller sygdom der ødelægger dele af rodsystemet. Afhængig af dannelsen tales ofte om kloner hvis det er samme ene rodsystem der har bredt sig, eller kolonier eller superorganismer hvis flere rodsystemer er vokset sammen - der er dog ingen entydig videnskabelig definition af hvornår det ene eller andet begreb finder anvendelse. Et væsentlig forhold er her at planter som regel kan genskabe sig selv fuldstændigt fra celler fra en næsten vilkårlig del af planten, mens det for dyr kræver at disse celler er stamceller.
Undersøgelser af rodsystemers aldre og omfang er en relativt ny forteelse og i sagens natur langt mere vanskelig end aldersbestemmelse af én stamme - specielt hvis stammen er fældet. Mange, men ikke alle, træer har evnen til at regenerere sig fuldstændigt fra roden alene. Siden biologer begyndte at interessere sig for alderen og omfang af rodsystemer er en række "rekorder" blevet fremsat og det er ikke ualmindeligt at man hører om aldre på 10.000 år, 50.000 år eller langt mere - men en entydig videnskabelig verifikation mangler ofte da man både entydigt skal kunne dokumentere den gamle alder (og bruger man Kulstof-14 metoden udføres den jo på dødt væv!) og dokumentere et det aldersbestemte materiale er genetisk identisk med væv fra en levende organisme på samme sted. Dette er opfyldt de undersøgte træer fra Dalarne, og der er kun ganske få andre "høje" aldersbestemmelser med samme gode dokumentation.
Set med en biologs øjne er det derfor på mange måder meningsløst at erklære træerne fra Dalarne som værende "verdens ældste" selvom det ikke kan udelukkes (så skulle man jo aldersbestemme og genetisk kontrollere samtlige træstammer i Dalarne for at på vise at ikke en eneste havde en høj alder)! Ikke desto mindre er den bestemte alder meget høj, også for et rodsystem, og helt ekstraordinært for et rodsystem på så nordlige breddegrader - langt de fleste andre meget gamle kloner eller superorganismer af træer er fra troperne eller subtroperne (bortset fra en koloni af bævreasp i Utah, USA). Det skal også bemærkes at aldersbestemmelsen er udført med en meget høj grad af videnskabelig dokumentation, og at det især er en bemærkelsesværdig høj alder fordi det pågældende område fra 9.500 år siden formodedes fortsat at være dækket af en ganske tykt lag sne og is da det var kort tid efter sidste istid, og isen svandt langsommere jo længere man kom nordpå.